# كتابة هندسية
الكتابة الهندسية هي صيغة من الكتابة العلمية التي يجب أن يكون فيها أس العدد عشرة مضاعفًا للعدد ثلاثة (بمعنى آخر، هي أس الألف، ولكن تتم كتابتها، على سبيل المثال، 106 بدلاً من 10002). وكبديلٍ لكتابة أس العدد 10، يمكن استخدام سوابق النظام الدولي للوحدات التي تتضمن عادةً درجات لعامل العدد ألف.
عند مقارنتها بالكتابة العلمية الطبيعية، هناك عيب واحد في استخدام سوابق النظام الدولي للوحدات والكتابة الهندسية، ألا وهو أن الأرقام المهمة لا تكون دائمًا واضحة بسهولة. على سبيل المثال، لا يمكن لـ500 ميكرو متر و500 × 10−6 m أن يُعبِّر عن الاختلافات المشكوك فيها بين 5 × 10−4, 5.0 × 10−4 و5.00 × 10−4 m. ويمكن حل ذلك عن طريق تغيير مجموعة من المُعامِلات أمام الأس من 1–1000 المشتركة حتى 0.001–1.0. ويمكن أن يكون ذلك مناسبًا في بعض الحالات، وقد يكون غير عملي في حالاتٍ أخرى. وفي المثال السابق، يتم استخدام 0.5، 0.50، أو 0.500 mm لإظهار الأرقام المشكوك فيها والأرقام المهمة. ومن الشائع أيضًا تحديد الدقة بوضوح مثل "47 كيلو أوميجا ±5%"
مثال آخر: عندما يتم التعبير عن سرعة الضوء (458 792 299 متر/ثانية بالضبط عن طريق تعريف المتر والثانية) بوصفها 3.00 × 108 متر/ثانية أو 3.00 × 105 كيلومتر/ثانية، من ثم يصبح من الواضح أنها تتراوح بين 500 299 و500 300 كيلومتر/ثانية، ولكن عند استخدام 300 × 106 متر/ثانية، أو 300 × 103 كيلومتر/ثانية، 000 300 كيلومتر/ثانية، أو المسافة غير الاعتيادية ولكن القصيرة 300 ملليمتر/ثانية، يكون ذلك غير واضح. وتكمن الاحتمالية في استخدام 0.300 جيجا متر/ثانية، المناسبة للكتابة، ولكنها غير عملية إلى حدٍ ما في الفهم (كتابة شيء ما كبير باعتباره جزءًا من شيءٍ أكبر، وفي سياق الأرقام الأكبر التي يتم التعبير عنها في نفس الوحدات يمكن أن يكون هذا مناسبًا، ولكنه غير قابل للتطبيق هنا).
تستعمِل الكتابة الهندسية، كما هو مستخدَم في الهندسة المدنية والميكانيكية (في الولايات المتحدة)، الكتابة التالية حيث:
3.0 × 10−9
يمكن كتابتها كالتالي
3.0E−9 أو 3.0e−9
وينبغي ألا يتم خلط E أو e مع e الأُسّيّة التي تحمل دلالة مختلفة تمامًا. وفي الحالة الأخيرة، يتبين أن 3e−9 ≈ 0.001 006.